# Bocas del Toro (distrito)
Bocas del Toro é um distrito da província de Bocas del Toro, Panamá. Possui uma área de 399,40 km² e uma população de 9.916 habitantes (censo 2000), perfazendo uma densidade demográfica de 24,83 hab./km². Sua capital é a cidade de Bocas del Toro.